# Hrobka Bohorodice

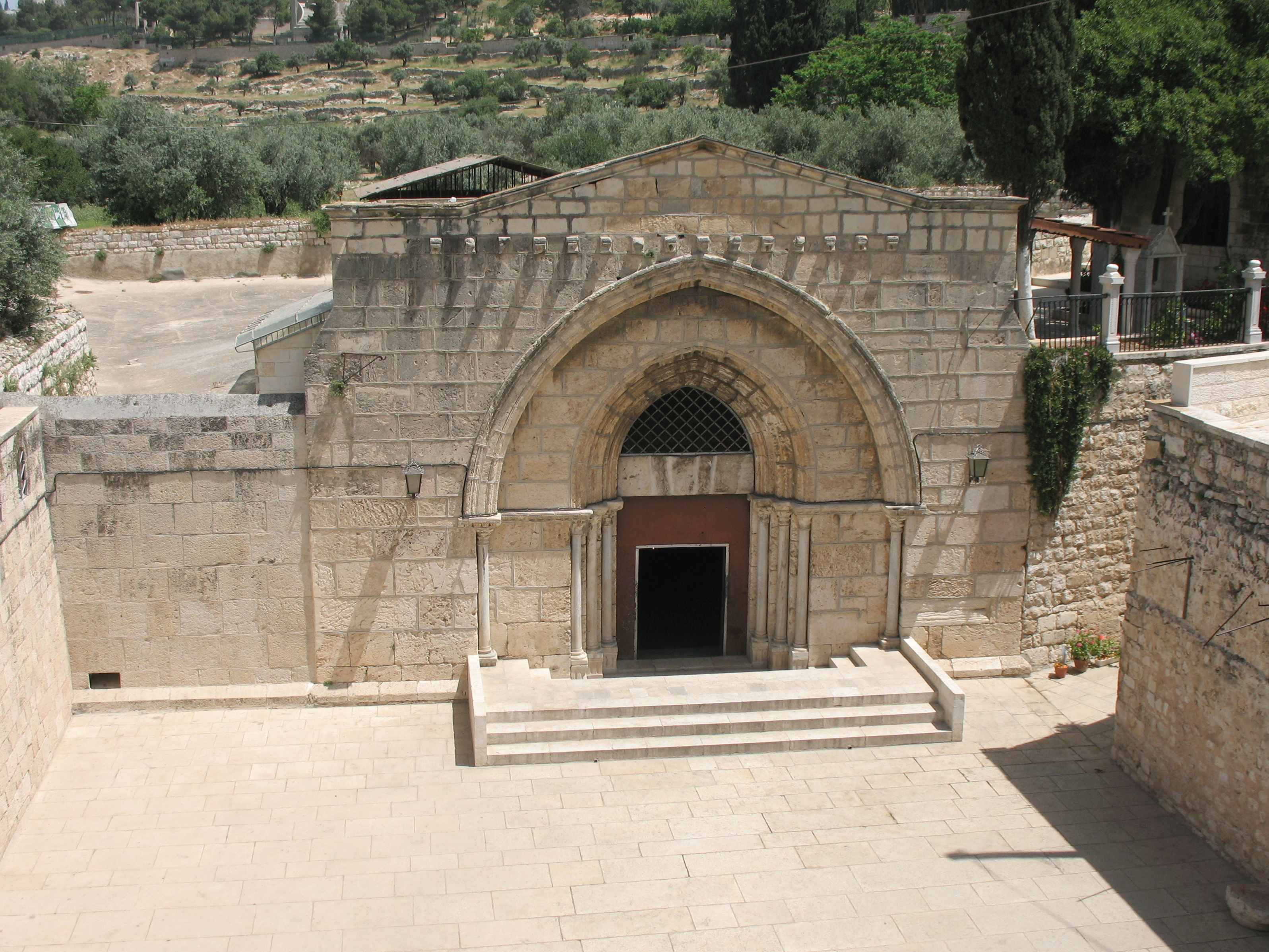
Hrobka Panny Marie

Hrobka Bohorodice je jedna z nejvýznamnějších křesťanských svatyní, kam podle církevní tradice apoštolové pohřbili Pannu Marii. Třetího dne po pohřbu byl hrob nalezen prázdný.

## Umístění
Nad skalním hrobem Bohorodice je postaven pravoslavný chrám Zesnutí Bohorodice, který patří Jeruzalémské pravoslavné církvi a Arménské církvi, a nachází se v Getsemanech na západním úpatí Olivetské hory v údolí Cedron ve východní části Jeruzaléma.

## Pohřbení Bohorodice
Panna Maria zesnula v Jeruzalémě na hoře Sion a apoštolové ji pohřbili v rodinné hrobce v Getsemanské zahradě, kde již byli pohřbeni její rodiče svatý Jáchym a svatá Anna a také svatý Josef. Apokryf Příběh o Nanebevzetí Panny Marie (napsaný až ve 4. století) uvádí, že Panna Maria byla apoštoly pohřbena v Getsemanech v novém hrobě.
Apoštol Tomáš nebyl pohřbu přítomen, přišel do Getseman o tři dny později a požádal apoštoly o otevření hrobky, aby se mohl s Pannou Marií rozloučit. Po otevření hrobky všichni shledali, že je prázdná.
Příběh z Historie Euthymiaca (pravděpodobně sepsané Cyrilem ze Scythopolis v 5. století) vypráví, jak císař Marcianus a jeho žena Pulcheria během Chalkedonského koncilu požádali jeruzalémského patriarchu Juvenála o relikvie Panny Marie, ale patriarcha odpověděl, že na třetí den po pohřbu Panny Marie byl její hrob nalezen prázdný a na místě byla nalezena jen její říza. Řízu Bohorodice potom v roce 452 převezli do Konstantinopole a uložili v Blachernském chrámu.

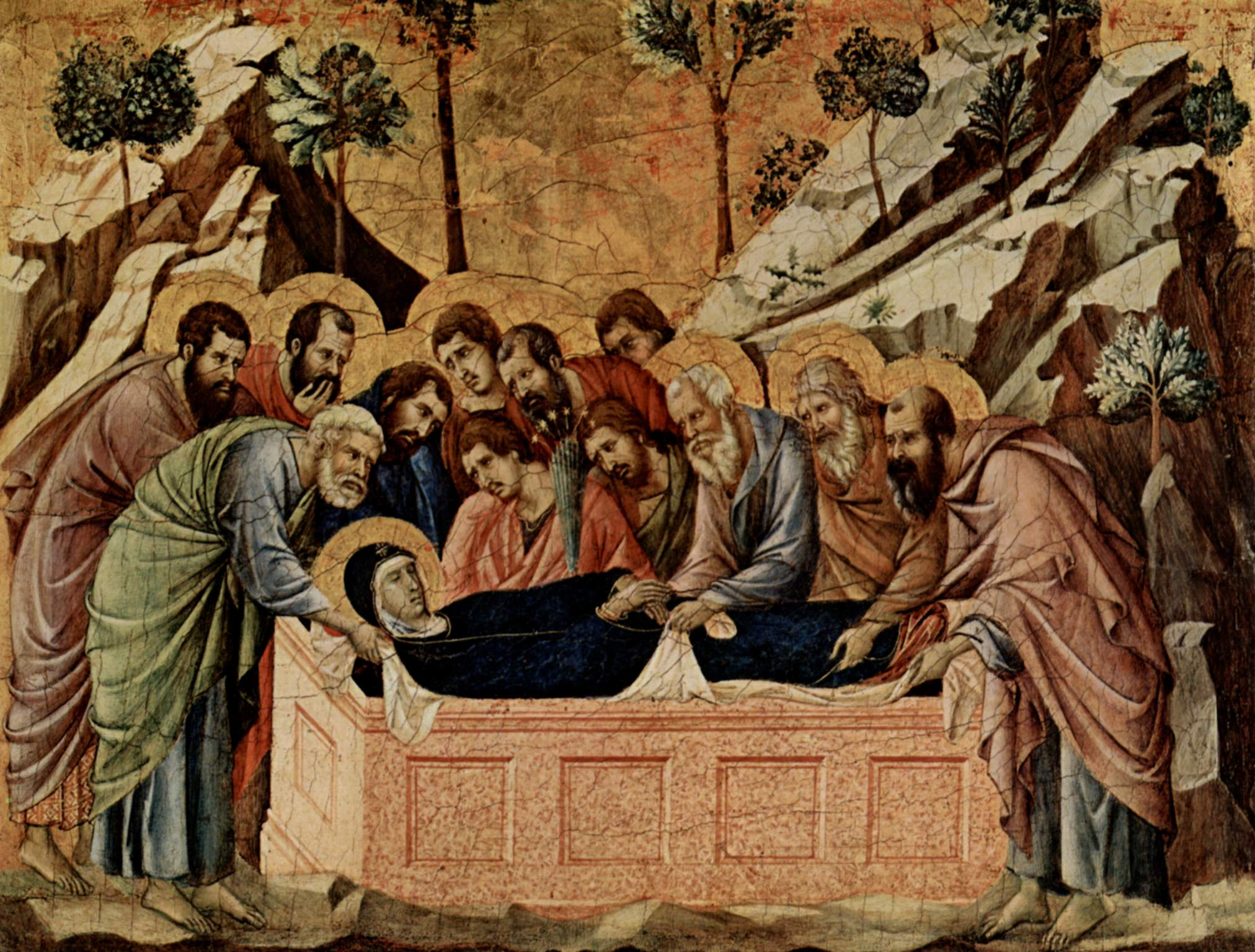
Pohřbení Bohorodice, Duccio di Buoninsegna

## Chrám Zesnutí Bohorodice
První písemná zmínka o chrámu pochází ze 6. století, kdy císař Maurikios nechal nad hrobem Panny Marie postavit kulatou rotundu. Chrám byl zničen Peršany v roce 614 a později byl přestavěn na dvoupodlažní. V sedmém století byla hrobka z rozhodnutí šestého ekumenického koncilu otevřena a podle tradice v ní byl nalezen pás Bohorodice a pohřební plátna. Chrám byl poté znovu zničen (pravděpodobně za Al-Hákima v roce 1009), ale hrobka Panny Marie se zachovala. Křižáci chrám v roce 1130 přestavěli také na dvoupatrový a udělali z něj benediktinský klášterní kostel, který nazvali opatský kostel Panny Marie Jozafatské. Součástí klášterního komplexu byly raně gotické sloupy, červenozelené fresky a tři obranné věže. V dolním kostele byla v roce 1161 pohřbena královna Melisenda, dcera krále Balduina II. Kostel byl zničen vojáky Saláh ad-Dína, kteří v roce 1187 dobyli Jeruzalém, ale spodní patro s hrobem se zachovalo, protože muslimové uctívají Pannu Marii jako matku proroka Ježíše. V letech 1363–1757 patřil kostel františkánům. Turci poté předali chrám Jeruzalémské pravoslavné církvi a Arménské církvi. Syrské a koptské pravoslavné církvi bylo přiznáno pouze právo konání bohoslužeb.

## Popis chrámu
Chrám se nachází v podzemí a jeho vchod je z jihu. Od vchodu vede dolů široké kamenné schodiště o 48 schodech. Podzemní část má tvar kříže a obsahuje mramorovou kuvuklii (tj. malou kapli o rozměrech něco málo přes 2 x 2 metry; lat. cubiculum) s hrobkou Bohorodice. Kuvuklie má dva vchody, jeden ze západu a druhý ze severu. Poutníci obvykle vstupují západním vchodem a vycházejí severním vchodem. Za kuvuklií, ve východní části chrámu, se nachází uctívaná zázračná Jeruzalémská ikona Matky Boží ruského původu, která je uložená v kivotu z růžového mramoru. Nalevo od svatyně u zdi stojí pravoslavný oltář. Na jižní straně kuvuklie byl postaven mihráb, pravděpodobně na počátku 17. století v době turecké nadvlády, protože muslimové také uctívají Pannu Marii, a Turci používali kostel jako mešitu. Chrám měří přibližně 34 m na délku ve směru východ-západ a 6 m na šířku ve směru sever-jih. Schody vedoucí do chrámu jsou široké asi 6,5 m.

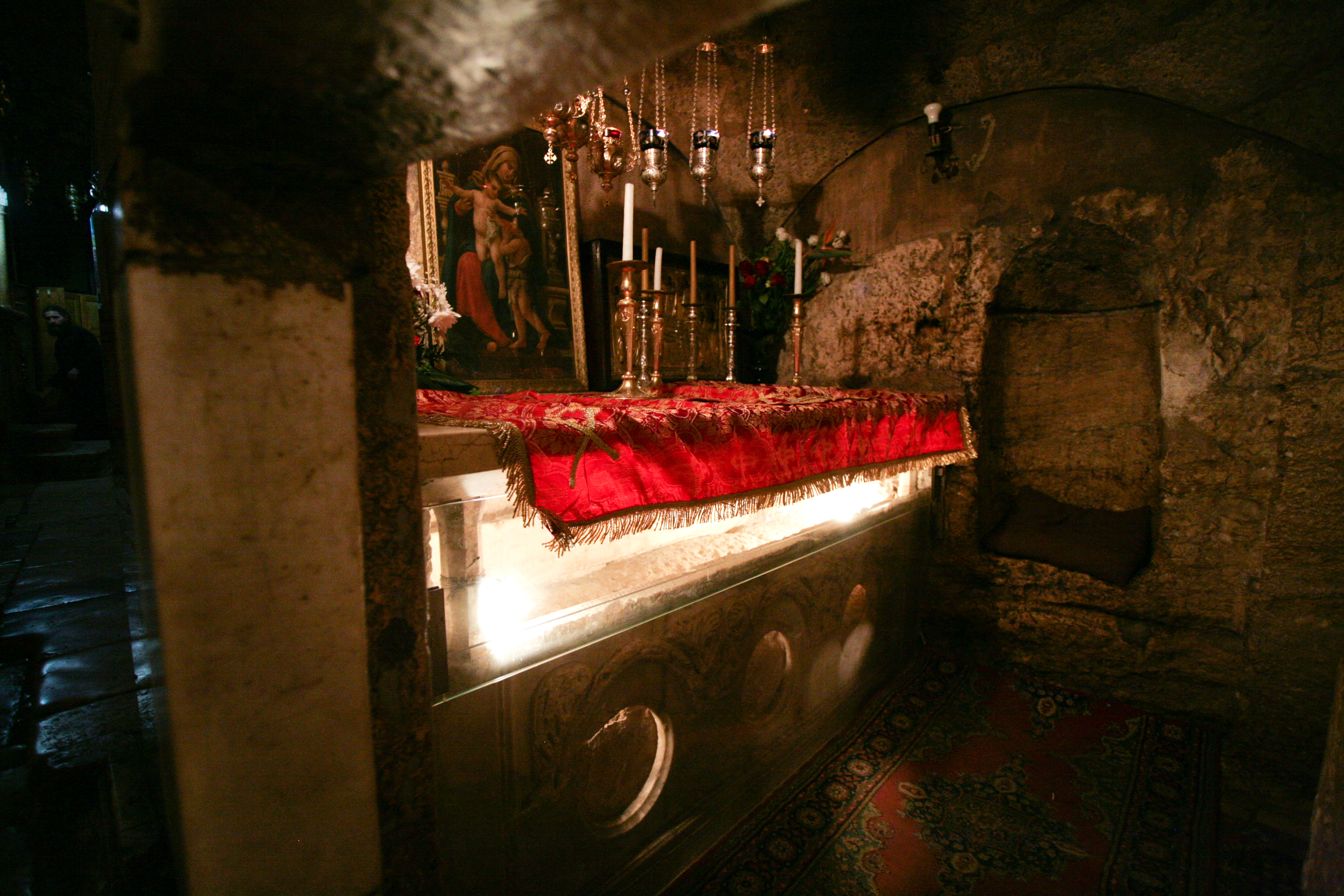
Hrobka Bohorodice: pohled od severního vchodu do kuvuklie. Červenou pokrývkou je pokryt pravoslavný oltář nad svatým ložem

### Kaple a oltáře
V chrámu se nachází nejméně devět oltářů a v současné době se v něm konají bohoslužby pravoslavných a starovýchodních křesťanů (arménských, koptských a syrsko-jakobínských). Římsko-katolické mše a protestantské bohoslužby se v chrámu nekonají.
- Pravoslavný oltář (hlavní) –  uvnitř svatyně, něco přes 0,5 m přímo nad kamenným lůžkem Panny Marie. Nedávno Arméni získali právo sloužit na něm bohoslužbu. Nad oltářem visí lampa.[2]
- Pravoslavná kaple svatého Jáchyma a svaté Anny se nachází po pravé straně při sestupu po schodech, na 23. schodu. Je zde pohřbena královna Melisenda, což dokládá nápis na kamenné desce zasazené do podlahy. U východní stěny kaple stojí oltář svatého Jáchyma a u severní stěny oltář svaté Anny, jejichž ostatky podle legendy pod těmito oltáři leží.
- Arménská boční kaple svatého Josefa se nachází vlevo při sestupu, zhruba uprostřed schodiště, pod jejímž oltářem leží ostatky sv. Josefa a která od roku 1814 patří Arménům.
- Pravoslavný oltář svatého prvomučedníka Štěpána se nachází hned při sestupu po schodech na pravé straně u zdi.
- Pravoslavný oltář svatého Mikuláše je postaven v severní části chrámu.
- Arménský oltář je postavený u západní stěny svatyně zvenčí, vlevo od vchodu do svatyně.
- Syrsko-jakobínský oltář je poblíž severního východu z hrobky, ve zvláštní malé uličce.
- Koptský oltář je umístěn v západní části chrámu.

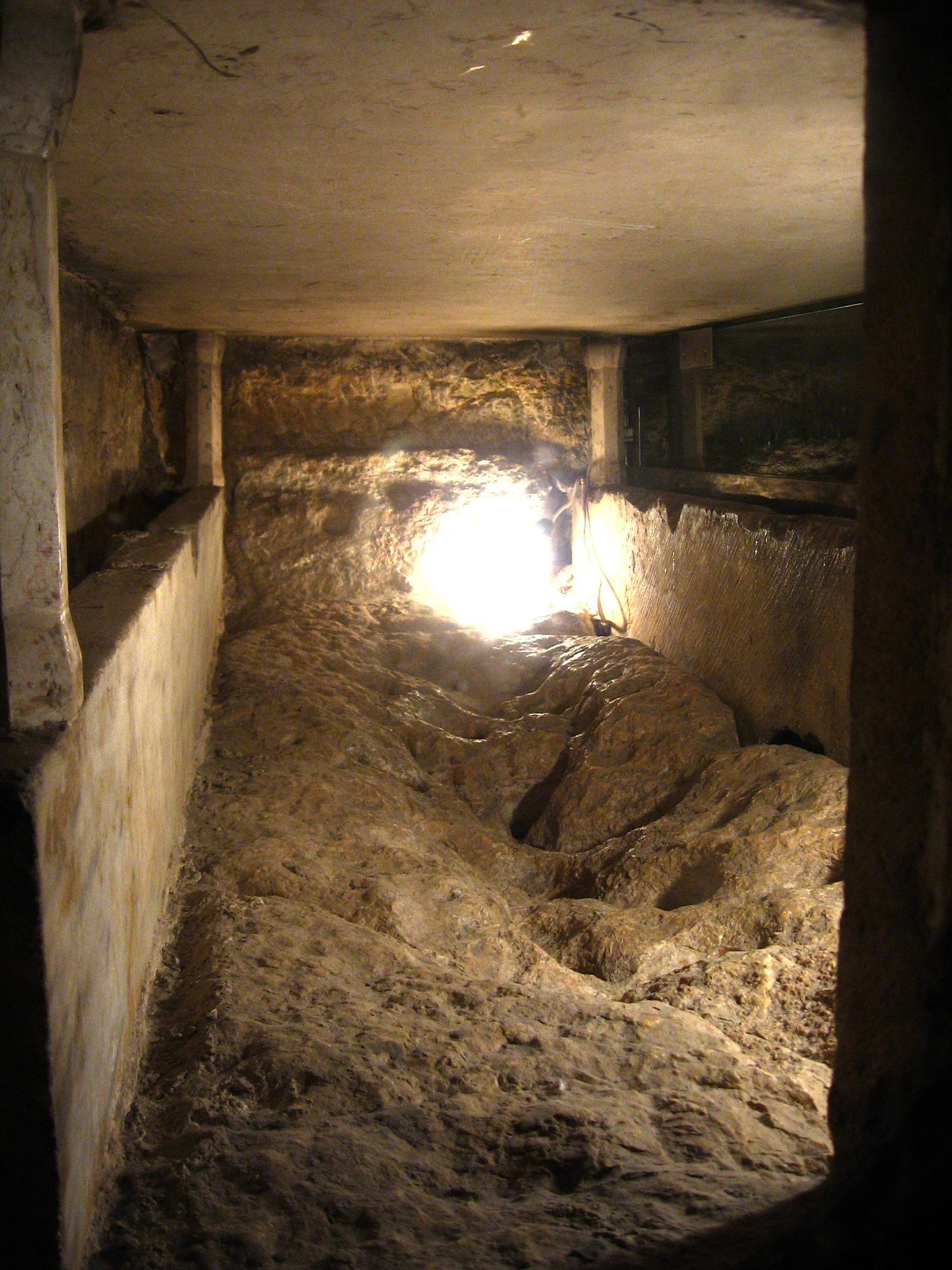
Kamenné lože Bohorodice v kuvuklii, nad nímž je pravoslavný oltář

## Svědectví igumena Daniila
Na počátku 12. století poutník igumen Daniil poprvé popsal hrobku Panny Marie v ruštině ve svém díle Život a cesta igumena Daniila z Ruské země:
Hrob Panny Marie byl umístěn na rovném místě: v kameni byla vytesána malá jeskyně s malými dvířky, aby se člověk mohl ohnout a vstoupit; v hloubi této jeskyně, naproti dvířkům, byla v témže kameni vytesána lavice; na této lavici bylo uloženo tělo Panny Marie a odtud bylo vzato do nebe, zůstalo neporušené. Výška jeskyně byla větší než výška člověka a šířka jeskyně byla čtyři lokte; zvenčí byla krásně upravená mramorovými deskami, jako zámek. Nad hrobem blahoslavené Panny Marie byl postaven velmi velký chrám Zesnutí Bohorodice; dnes je toto místo zničeno pohany. Hrob Panny Marie se nachází pod velkým oltářem tohoto chrámu.

## Galerie

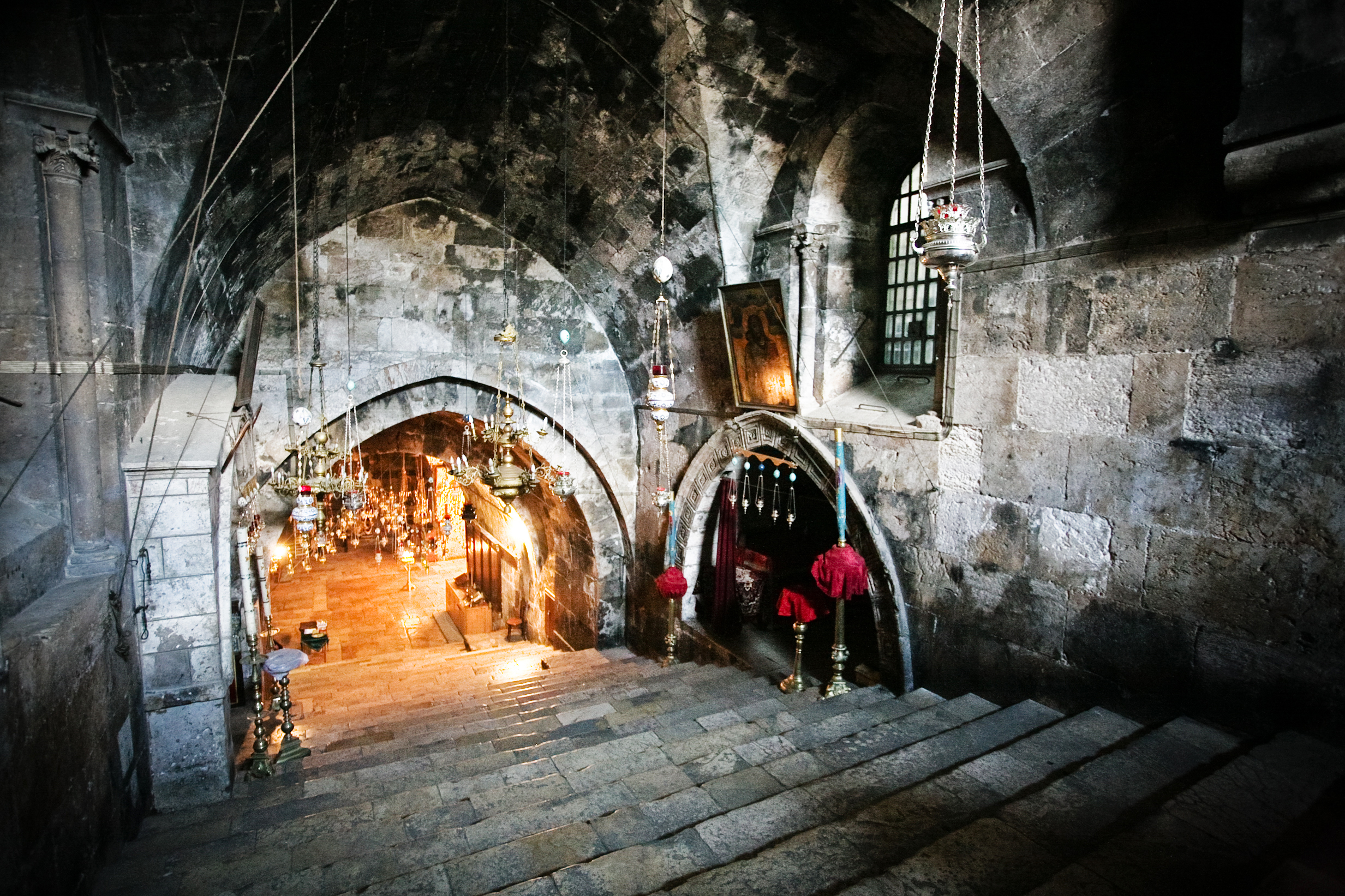
Schodiště do chrámu, pohled od vchodu
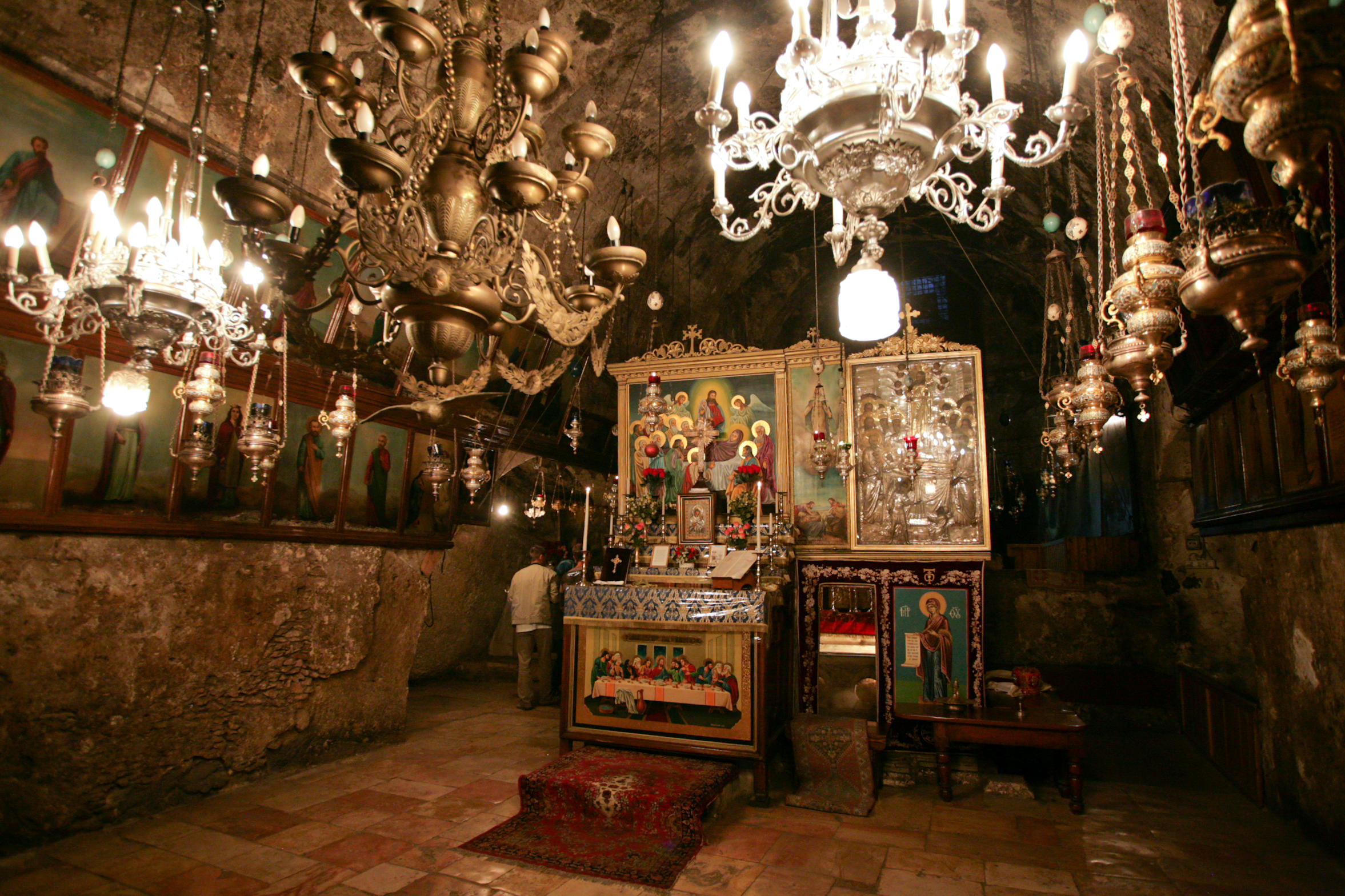
Hrobka Bohorodice (kuvuklie), pohled ze západu
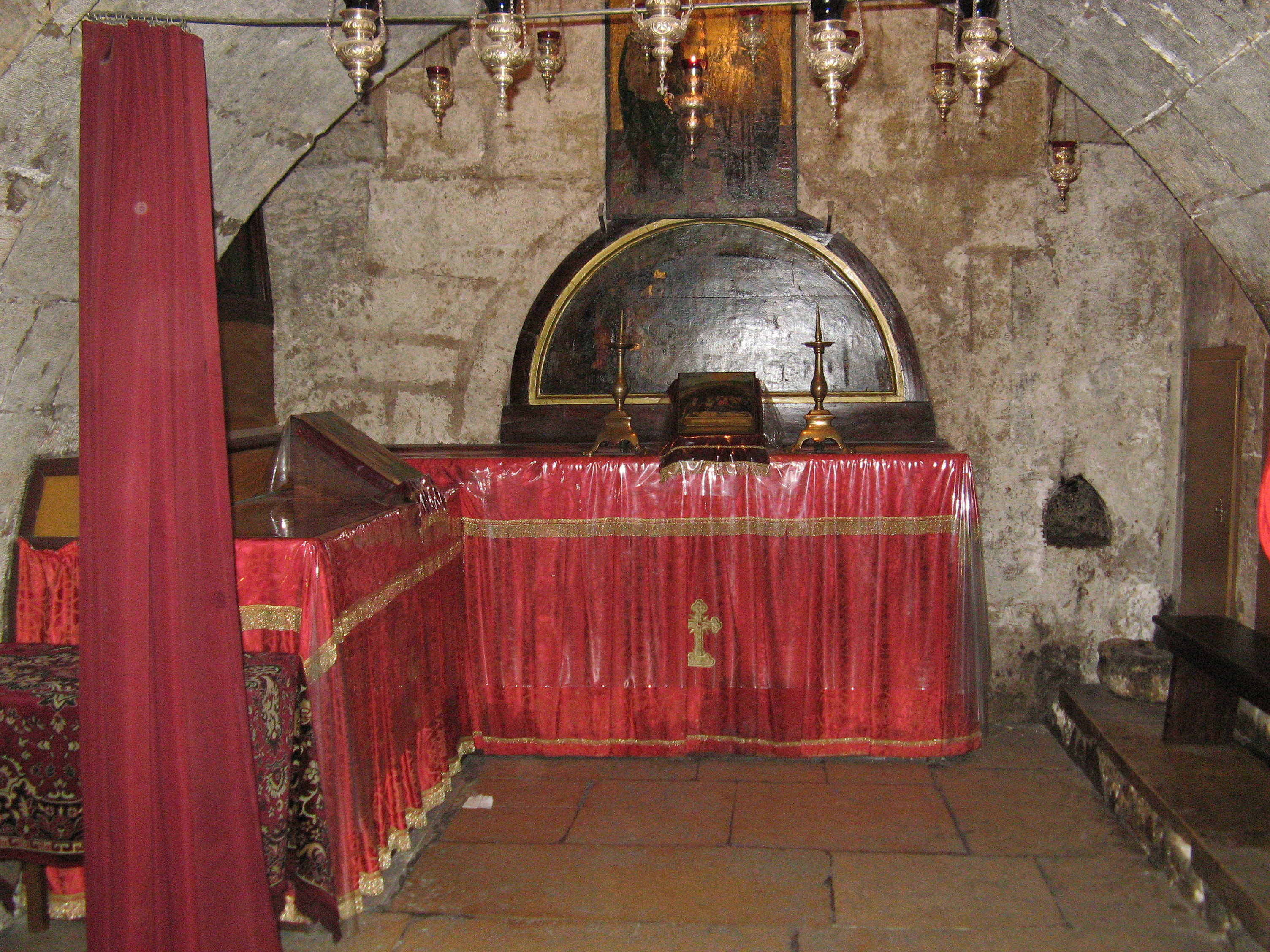
Kaple sv. Jáchyma a Anny vpravo od schodiště. Hrobka královny Melisendy
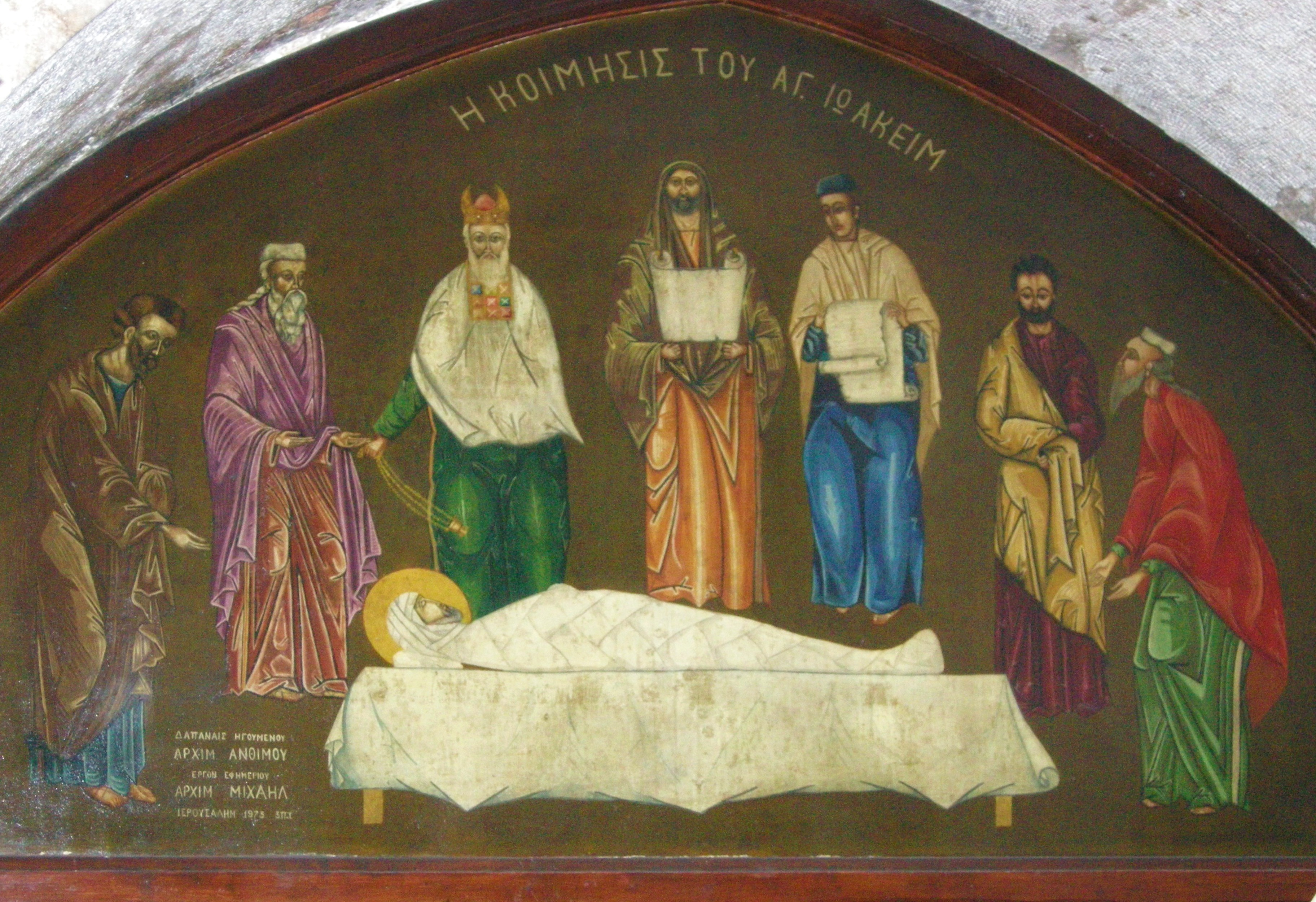
Kaple sv. Jáchyma a Anny vpravo od schodiště – ikona Pohřbení spravedlivého Jáchyma
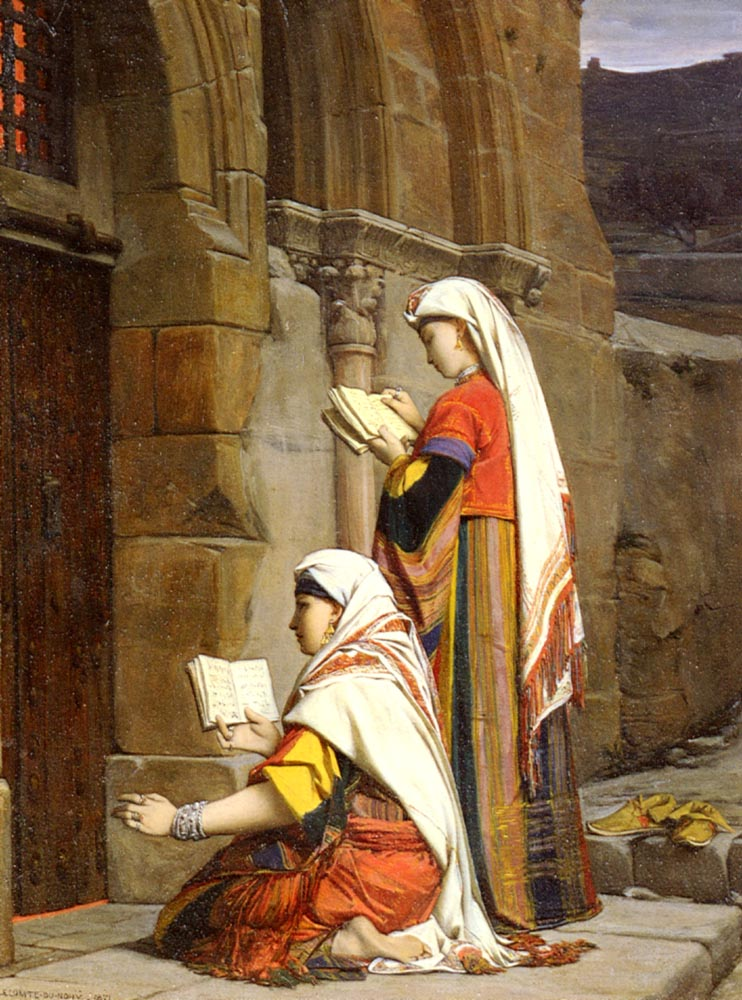
Křesťanky u hrobky Bohorodice, Jean-Jules-Antoine Lecomte du Nouÿ, 1871
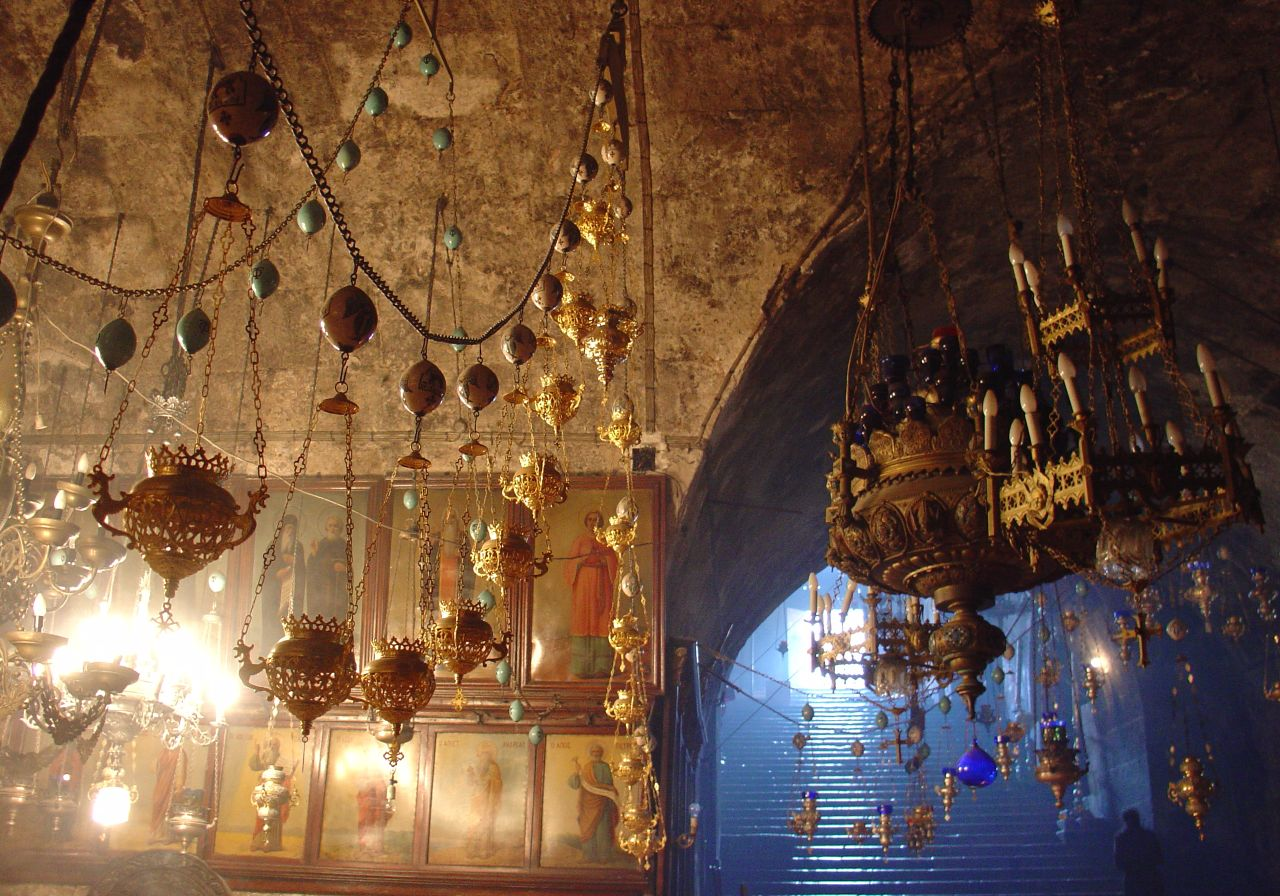
Hrobka Bohorodice – interiér chrámu
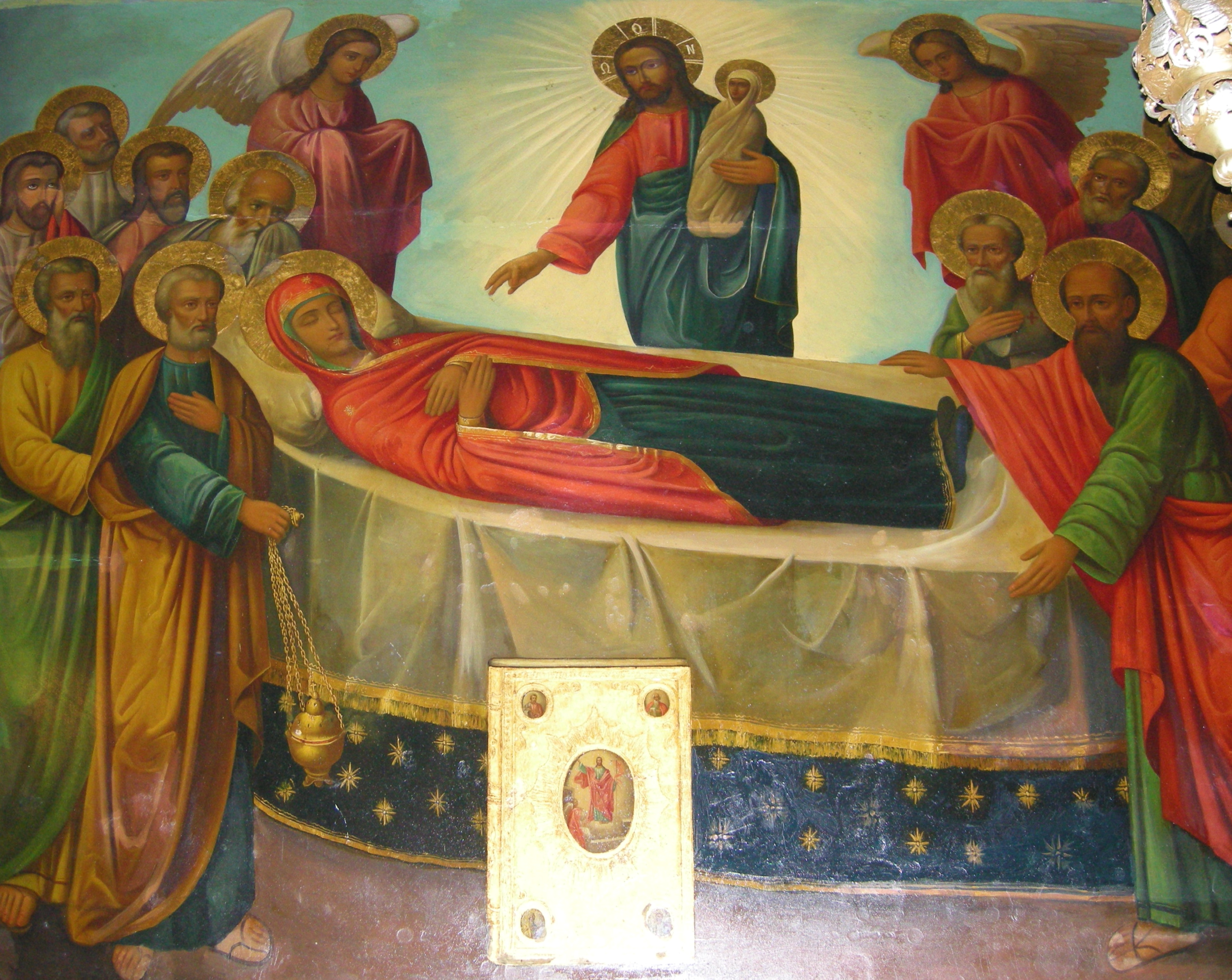
Zesnutí Bohorodice, pravoslavná ikona
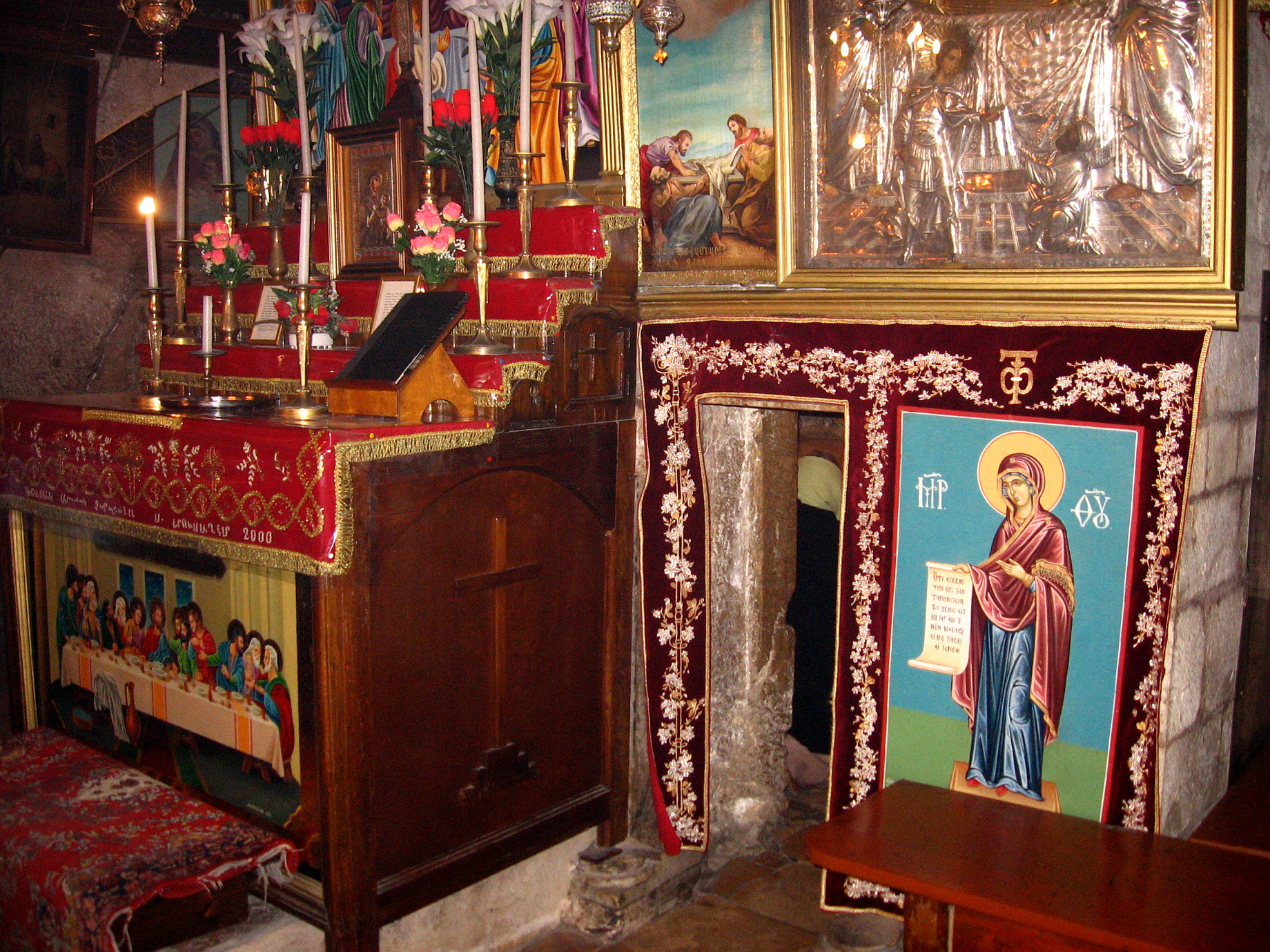
Hrobka Bohorodice (kuvuklie) – pohled ze západu, nalevo od vchodu arménský oltář
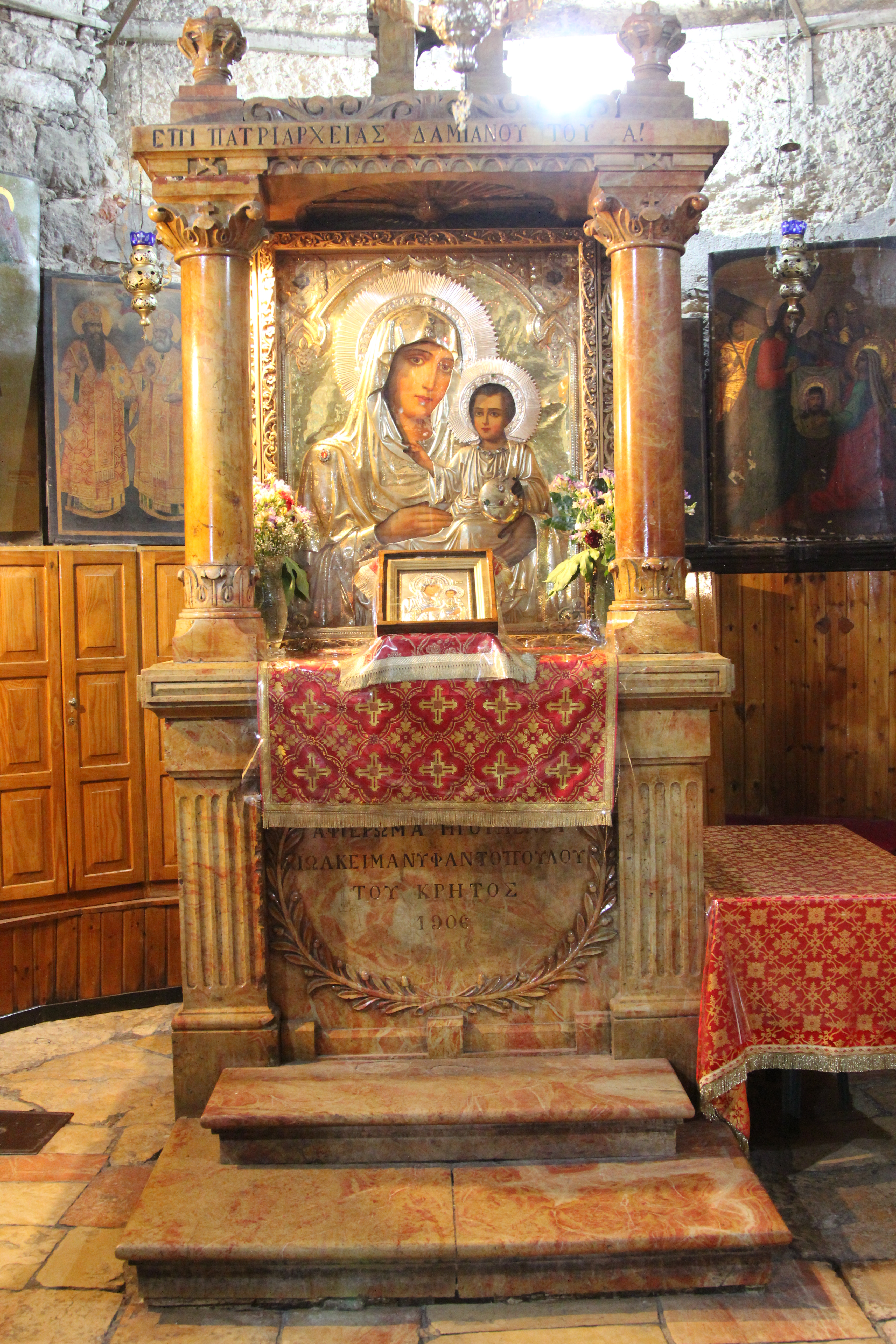
Jeruzalémská ikona Matky Boží v kivotu z růžového mramoru
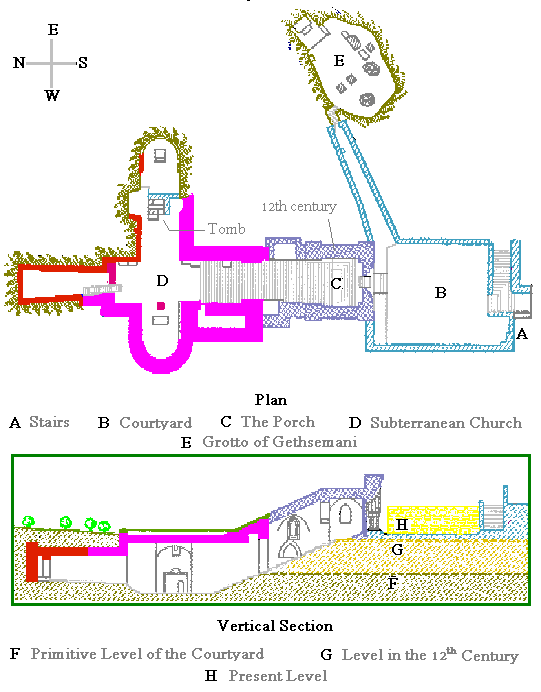
Půdorys hrobky Bohorodice v Getsemanech
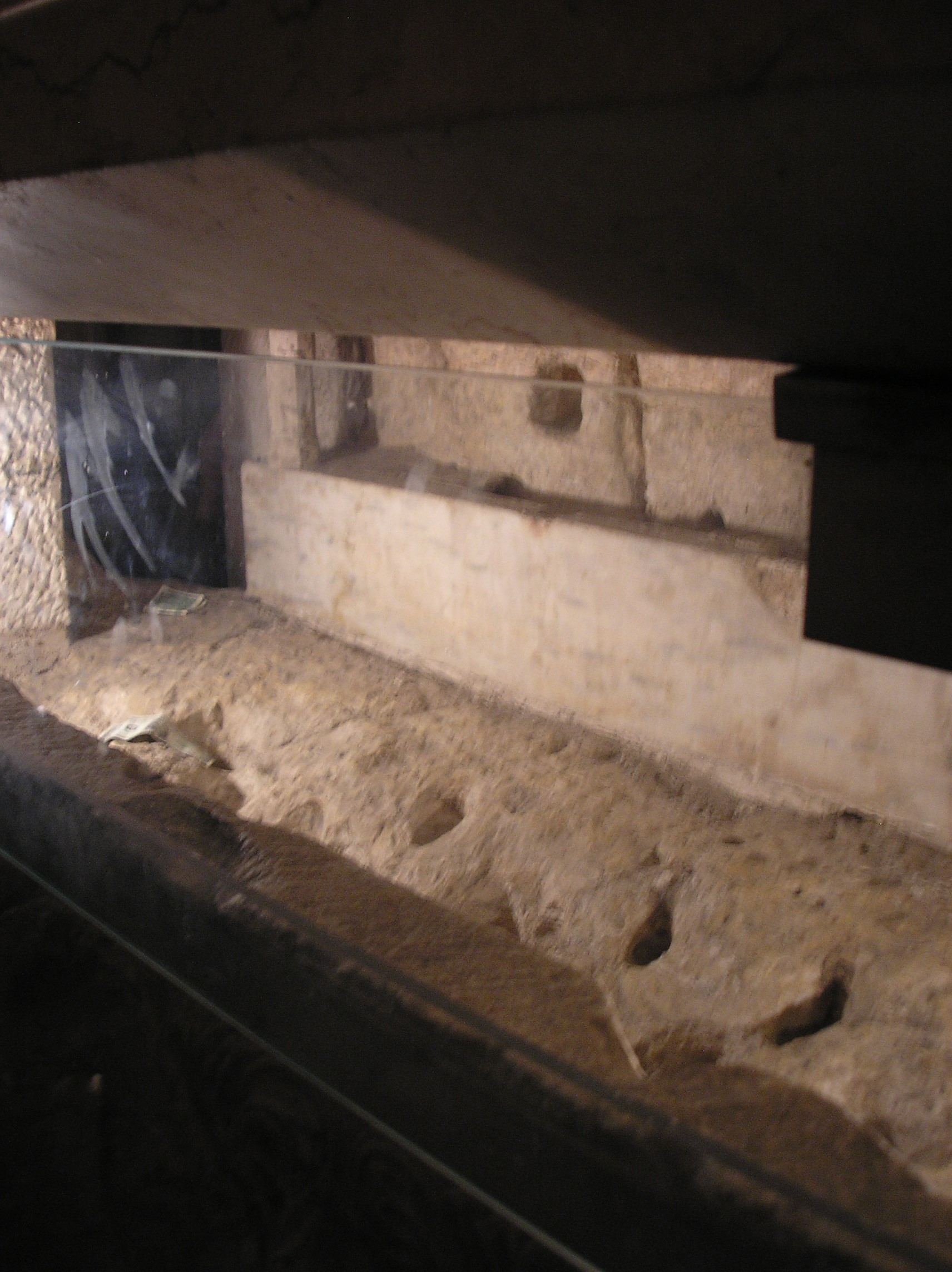
Hrobka Bohorodice – kamenné lože, na kterém tělo Bohorodice spočívalo